# Alaris

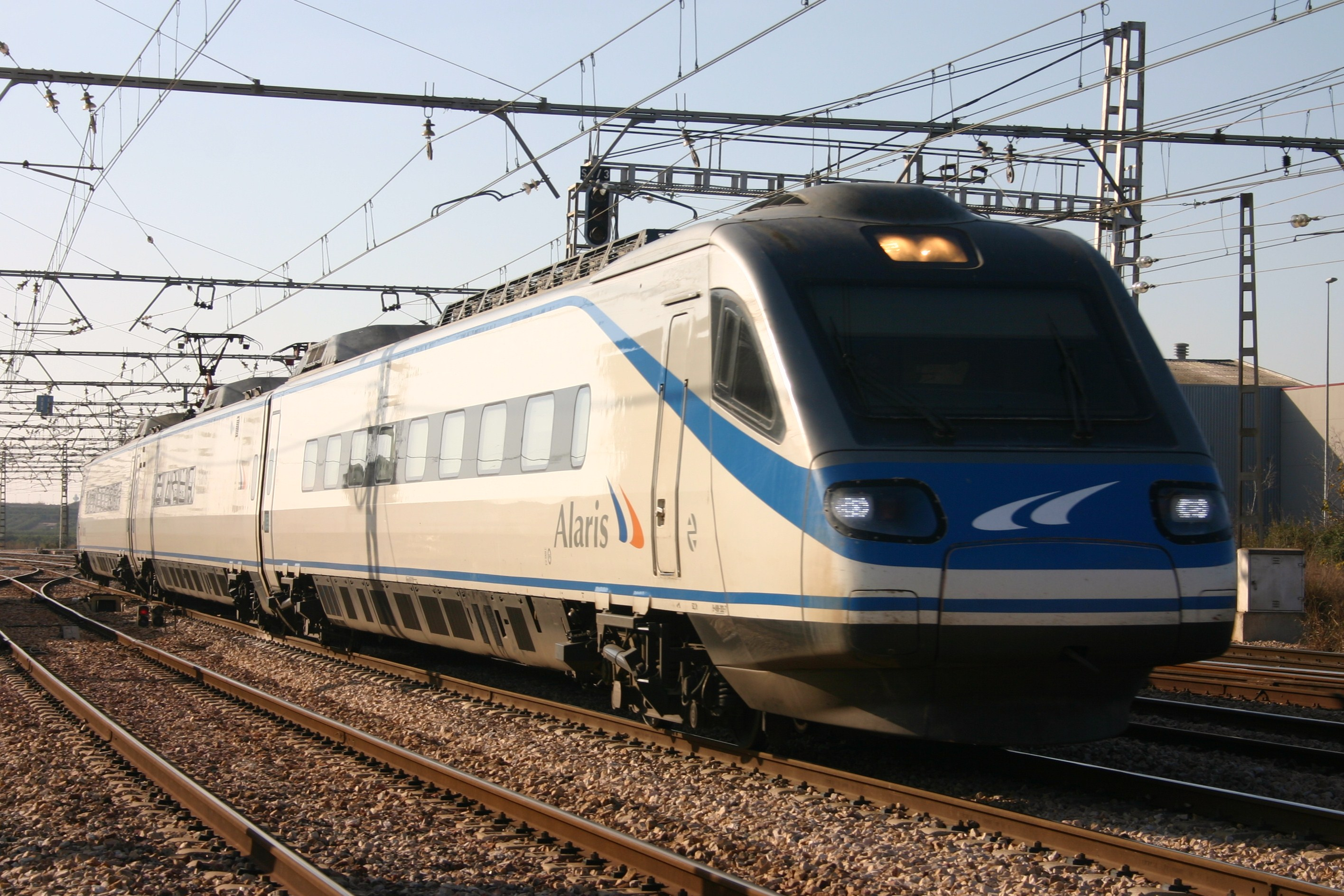
Train Alaris ETR-490 en service entre Madrid-Atocha et la Valence-Nord au niveau de Silla

En Espagne, le Alaris était le nom commercial d'un service ferroviaire de la Renfe sur les chemins de fer espagnol. Ils assuraient le service entre Madrid et la Communauté valencienne entre 1999 et 2013 par la mise en service de la LGV Madrid-Alcazar de San Juan-Albacete-Valence. À partir de mars 2008 ils ont aussi été implantés sur le corridor méditerranéen pour renforcer la liaison entre Barcelone et Alicante.
Les Alaris étaient des trains pendulaires qui avaient la particularité de pourvoir circuler sur ligne classique à écartement ibérique large à une vitesse élevée mais limitée à 200 km/h par la Renfe.

La Renfe a passé commande de 10 rames spécifiques ETR Pendolino à Fiat Ferroviaria en 1998. Ces rames ont été construites par la filiale espagnole du constructeur italien Fiat Ferroviaria implantée à Madrid et ont été baptisées série S 490.
Le modèle de train utilisé était un dérivé de l’ETR 480. Il comportait seulement trois voitures dont deux sont des motrices. Le cahier des charges de la Renfe imposait une configuration de train régional avec une capacité de 160 passagers. Comme les autres Pendolini, l’Alaris proposait des écrans vidéo permettant aux voyageurs de regarder un film pendant le trajet.
Progressivement les trains Alaris ont été remplacés par des trains sous le nom de Renfe Intercity.

## Service
| Nom    | Destination                           | Arrêt intermédiaire | Ligne Empruntée                                                                                     |
| ------ | ------------------------------------- | --- | --------------------------------------------------------------------------------------------------- |
| Alaris | Madrid-Atocha - Valence-Nord          | Albacete · Xàtiva | LGV Madrid-Alcazar de San Juan-Albacete-Valence en attendant la LGV Levante                         |
| Alaris | Madrid-Atocha - Castellón de la Plana | Albacete · Valence-Nord · Sagonte | LGV Madrid-Alcazar de San Juan-Albacete-Valence en attendant la LGV Levante et la LGV Méditerranéen |
| Alaris | Madrid-Atocha - Gare de Oropesa       | Albacete · Valence-Nord · Sagonte · Castellón de la Plana                                                                                                  | LGV Madrid-Alcazar de San Juan-Albacete-Valence en attendant la LGV Levante et la LGV Méditerranéen |
| Alaris | Madrid-Atocha - Gare de Gandia        | Albacete · Valence-Nord · Cullera | LGV Madrid-Alcazar de San Juan-Albacete-Valence                                                     |
| Alaris | Barcelone-Sants - Valence-Nord        | Tarragone · Salou · L'Aldea-Amposta-Tortosa · Vinaròs · Benicarló-Peníscola · Orpesa del Mar · Benicàssim · Castellón de la Plana · Sagonte                | LGV Méditerranéen entre Vandellos et Castellón.                                                     |
| Alaris | Barcelone-Sants - Alicante-Terminal   | Tarragone · Salou · L'Aldea-Amposta-Tortosa · Vinaròs · Benicarló-Peníscola · Orpesa del Mar · Benicàssim · Castellón de la Plana · Sagonte · Valence-Nord | LGV Méditerranéen entre Vandellos et Castellón.                                                     |

La durée trajet entre Madrid et Valence était de 3h15 et 4h15 jusqu'à Castellón de la Plana.
Vitesse commerciale :
- 160 km/h Madrid - Socuéllamos
- 200 km/h Socuéllamos - Alpera
- 200 km/h Alpera - Almansa
- 160 km/h Almansa - La Encina
- 200 km/h La Encina - Xàtiva
- 160 km/h Xátiva - Valence
- 200 km/h Roca-Cúper - Moncofa

## Voir également
- Fiat Ferroviaria
- Pendolino
- Transport en Espagne
- AVE
- Altaria
- Cercanias
- Avant
- Alvia